# Shenzhou (stad)
Shenzhou is een stad in de stadsprefectuur Hengshui in de noordoostelijke provincie Hebei, Volksrepubliek China. De gevangenis van Shenzhou bevindt zich in Qianyaotou..